# 格羅曼峰

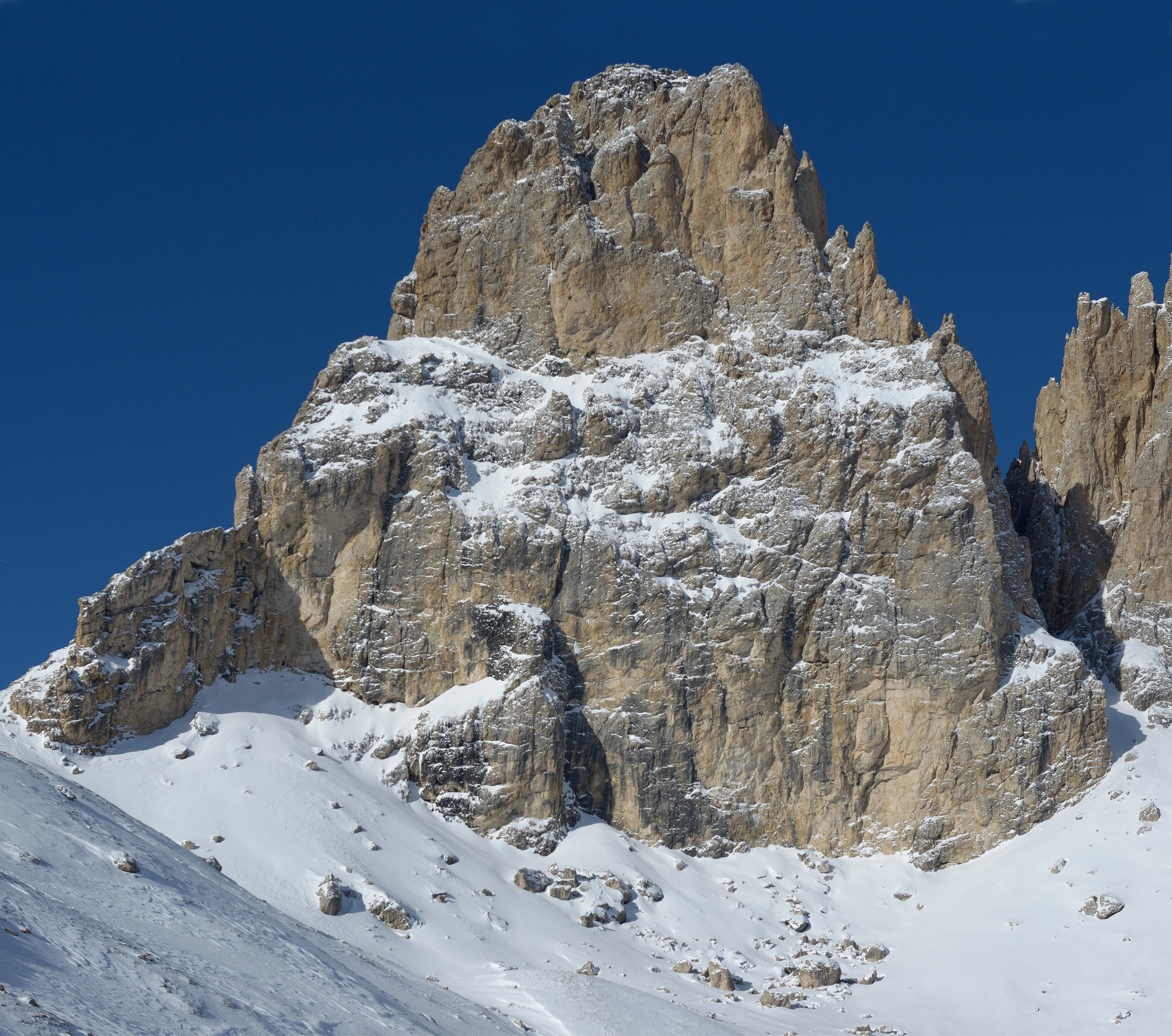

46°30′40″N 11°44′4″E / 46.51111°N 11.73444°E
格羅曼峰（義大利語：Punta Grohmann），是意大利的山峰，位於該國東北部，由博爾扎諾-南蒂羅爾自治省負責管轄，屬於多洛米蒂山的一部分，海拔高度3,126米，人類在1880年首次登頂。